# 키탕라드땃쥐쥐
키탕라드땃쥐쥐(Crunomys suncoides)는 쥐과에 속하는 설치류의 일종이다. 필리핀 부키드논주 키탕라드산의 해발 2250 m 지점에서 발견한 한 점의 표본만이 알려져 있다.